# Kim loại nhẹ
Kim loại nhẹ (tiếng Anh: light metal) là kim loại có khối lượng riêng tương đối thấp. Một số cách định nghĩa cụ thể hơn đã được đề xuất, nhưng chưa có cách nào được chấp thuận rộng rãi. Magnesi, nhôm và titani là những kim loại nhẹ có tầm quan trọng nhất định trong thương mại. Khối lượng riêng của chúng ở mức lần lượt là 1,7, 2,7 và 4,5 g/cm3 tương đương khoảng 19 đến 56% so với khối lượng riêng của kim loại cấu trúc cũ hơn, sắt (7,9) và đồng (8,9).